# Artropodització
L'artropodització és el procés evolutiu per a la formació de l'embrancament dels artròpodes amb els trets apomòrfics següents:
- Exoesquelet quitinós.
- Apèndixs articulats.
- Tagmatització o segmentació del cos.
- Hemocel, cavitat corporal vascular o sanguínia.

Existeixen dues teories sobre com es va desenvolupar aquest procés:
- Grup monofilètic, s'hauria produït d'una sola transformació evolutiva.
- Grup polifilètic, en el procés s'haurien produït fins a quatre etapes evolutives: desenvolupament d'extremitats necessàries per desplaçar-se, desenvolupament de l'exoesquelet, diferenciació de l'hemocel (no necessàriament en aquest ordre), i la tagmatizació hauria estat l'última etapa com a conseqüència d'una especialització en les extremitats.